# Low Cost
Pour les articles homonymes, voir Low cost (homonymie).
Pour plus de détails, voir Fiche technique et Distribution.
Low Cost est un film français réalisé par Maurice Barthélemy, sorti en 2011.

## Synopsis
Après la faillite de leur voyagiste, les passagers du vol low cost de Djerba à Beauvais, qui attendent dans l'avion depuis huit heures, sont décidés à tout tenter pour rentrer chez eux. Cela ira même jusqu'à décoller sans l'aide des pilotes.

## Fiche technique
Source IMDb
- Titre original : Low Cost
- Réalisation : Maurice Barthélemy
- Scénario : Maurice Barthélemy et Hector Cabello Reyes
- Musique : Jean-Noël Yven
- Supervision musicale : Daniela Romano
- Décors : Stéphane Rozenbaum
- Costumes : Anne-Sophie Gledhill
- Photographie : Steeven Petitteville
- Son : Jean Gargonne
- Montage : Emmanuel Turlet
- Production : François Kraus et Denis Pineau-Valencienne
- Sociétés de production : Les Films du Kiosque, France 2 Cinéma, Wild Bunch et Alvy Productions, en association avec la SOFICA Cinémage 5
- Société de distribution : Wild Bunch (France), Films Distribution (étranger)
- Pays d'origine :  France
- Langue : français
- Format : couleur — 35 mm — 2,39:1 — son DTS, Dolby Digital
- Genre : comédie
- Durée : 85 minutes
- Dates de sortie :
  - États-Unis : 12 avril 2011 (COLCOA)
  - Belgique et France : 8 juin 2011

## Distribution
Source IMDb
- Jean-Paul Rouve : Dagobert
- Judith Godrèche : Nuance
- Gérard Darmon : Jean-Claude
- Étienne Chicot : M. Paul
- Maxime Lefrançois : Guy
- Vincent Lacoste : Dimitri
- Krystoff Fluder : Bertrand
- François Bureloup : Pierre
- Philippe Vieux : Franck
- Thierry Simon : Maurice
- Anne Benoît : Nadine
- Blanche Gardin : Gaétane
- Lord Kossity : Alain
- Éric Bougnon : Yannick
- Philippe Dusseau
- Xavier Berlioz : Thomas
- Youssef Hajdi : Nadir

## Distinctions
Le film fut nommé à trois reprises aux Gérard du cinéma 2012, et remporta le Gérard du désespoir féminin pour la prestation de Judith Godrèche.